# La Grange Park
La Grange Park és una població dels Estats Units a l'estat d'Illinois. Segons el cens del 2000 tenia 13.295 habitants.

## Demografia
Segons el cens del 2000, La Grange Park tenia 13.295 habitants, 5.432 habitatges, i 3.514 famílies. La densitat de població era de 2.281,4 habitants/km².
Dels 5.432 habitatges en un 29,5% hi vivien nens de menys de 18 anys, en un 53,7% hi vivien parelles casades, en un 8,3% dones solteres, i en un 35,3% no eren unitats familiars. En el 31,7% dels habitatges hi vivien persones soles el 18,1% de les quals corresponia a persones de 65 anys o més que vivien soles. El nombre mitjà de persones vivint en cada habitatge era de 2,38 i el nombre mitjà de persones que vivien en cada família era de 3,05.
Per edats la població es repartia de la següent manera: un 23,7% tenia menys de 18 anys, un 5,3% entre 18 i 24, un 27,2% entre 25 i 44, un 22% de 45 a 60 i un 21,8% 65 anys o més.
L'edat mediana era de 41 anys. Per cada 100 dones de 18 o més anys hi havia 78,8 homes.
La renda mediana per habitatge era de 58.918 $ i la renda mediana per família de 76.441 $. Els homes tenien una renda mediana de 55.023 $ mentre que les dones 34.774 $. La renda per capita de la població era de 30.247 $. Aproximadament l'1,2% de les famílies i el 2,6% de la població estaven per davall del llindar de pobresa.

## Poblacions properes
El següent diagrama mostra les poblacions més properes.